# Cupaniopsis amoena
Cupaniopsis amoena là một loài thực vật có hoa trong họ Bồ hòn. Loài này được A.C.Sm. mô tả khoa học đầu tiên năm 1950.